# Sint Maartensregt
Sint Maartensregt est une ancienne commune néerlandaise de la Hollande-Méridionale.
Entre 1812 et 1817, Sint Maartensregt avait été rattaché à la commune de Schipluiden. Le 1er septembre 1855 la commune fut supprimée et rattachée définitivement à Schipluiden. De nos jours, son territoire intègre la commune de Midden-Delfland.
En 1840, la commune de Sint Maartensregt comptait 21 maisons et 160 habitants.